# Stanley Tucci
Stanley Tucci Jr., född 11 november 1960 i Peekskill, New York, är en amerikansk skådespelare, författare och producent.
Tucci nominerades för en Oscar för bästa manliga biroll i filmen Flickan från ovan 2009. Han har även nominerats till tre Golden Globe Awards, varav han vunnit två, och till fem Emmy Awards, varav han vunnit två.

## Privatliv
Från 1995 fram till hennes död 2009 var Tucci gift med Kathryn "Kate" Tucci. Paret fick tre barn tillsammans. 2012 gifte han om sig med litterära agenten Felicity Blunt (född 1981), syster till skådespelaren Emily Blunt som presenterat paret för varandra ett par år tidigare. De har tillsammans en son, född 2015, och en dotter, född 2018.

## Filmografi (i urval)
- 1985 – Prizzis heder
- 1987 – Who's That Girl
- 1990 – Snabba pengar
- 1992 – Beethoven
- 1993 – Pelikanfallet
- 1993 – Undercover Blues
- 1994 – Det kan hända dig
- 1995 – Dödskyssen
- 1997 – Harry bit för bit
- 1997 – A Life Less Ordinary
- 1998 – The Impostors (även regi)
- 1998 – Winchell
- 1999 – En midsommarnattsdröm
- 2001 – America's Sweethearts
- 2001 – Konspirationen
- 2001 – The Whole Shebang
- 2002 – Road to Perdition
- 2002 – Kärleken checkar in
- 2003 – The Core
- 2004 – The Terminal
- 2004 – Shall We Dance?
- 2004 – The Life and Death of Peter Sellers
- 2006 – Lucky Number Slevin
- 2006 – Djävulen bär Prada
- 2006 – 3 lbs (TV-serie)
- 2008 – Swing Vote
- 2008 – What Just Happened
- 2009 – Julie & Julia
- 2009 – Flickan från ovan
- 2010 – Easy A
- 2010 – Burlesque
- 2011 – Margin Call
- 2011 – Captain America: The First Avenger
- 2012 – The Hunger Games
- 2013 – Jack the Giant Slayer
- 2013 – Percy Jackson och monsterhavet
- 2013 – The Hunger Games: Catching Fire
- 2014 – Herr Peabody & Sherman (röst)
- 2014 – Transformers: Age of Extinction
- 2014 – The Hunger Games: Mockingjay – Part 1
- 2014 – Wild Card
- 2015 – Spotlight
- 2015 – The Hunger Games: Mockingjay – Part 2
- 2015 – Fortitude (TV-serie)
- 2020 – Central Park (TV-serie) (röst)
- 2020 – Supernova
- 2021 – The King's Man
- 2021 – What If...? (TV-serie) (röst)
- 2022 – Whitney Houston: I Wanna Dance with Somebody
- 2023 – Citadel (TV-serie)
- 2024 – Konklaven
- 2025 – Passagen